# Garibaldi (métro de Lyon)
Pour les articles homonymes, voir Garibaldi (homonymie).
Garibaldi est une station de métro française de la ligne D du métro de Lyon, située cours Gambetta au croisement avec la rue Garibaldi à la limite du 3e et du 7e arrondissement de Lyon, préfecture de la région Auvergne-Rhône-Alpes.
Elle est mise en service le 9 septembre 1991, lors de l'ouverture à l'exploitation de la ligne D.

## Situation ferroviaire
La station Garibaldi est située sur la ligne D du métro de Lyon, entre les stations Saxe - Gambetta et Sans Souci.

## Histoire
La station « Garibaldi » est mise en service le 9 septembre 1991, lors de l'ouverture officielle de l'exploitation de la ligne D du métro de Lyon de la station Gorge de Loup à la station Grange Blanche.
Construite assez profondément afin de passer sous la trémie automobile de la rue Garibaldi, elle est édifiée suivant un plan classique de deux voies encadrées par deux quais latéraux. À l'étage, la mezzanine dessinée par l'architecte Charbonnel encadre la trémie et un puits de lumière qui aboutit sur le quai en direction de gare de Vénissieux. Les deux parties de la mezzanine ne sont pas reliées entre elles, si ce n'est en passant par les quais.
Il n'y a pas de personnel, des automates permettent l'achat et d'autres le compostage des billets. Elle équipée d'origine d'ascenseurs pour les personnes à mobilité réduite et a été équipée de portillons d'accès le 13 juin 2006.
Avec la mise en place des portillons d'accès sur le réseau, des aménagements ont été effectués dans la station en 2006 dont l'agrandissement du premier sous-sol ouest par comblement d'une ouverture donnant sur les quais.

## Service des voyageurs

### Accueil
La station compte six accès, trois par sens de part et d'autre du cours Gambetta, au nord dans le 3e arrondissement pour la direction de Gare de Vénissieux et au sud dans le 7e arrondissement pour la direction de Gare de Vaise. Elle dispose dans la mezzanine de distributeur automatique de titres de transport et de valideurs couplés avec les portillons d'accès.
Deux des accès sont identifiés par des « libellules », nom donnés aux totems courbés identifiant les stations de la ligne D depuis son ouverture et réalisés par les architectes Françoise-Hélène Jourda et Gilles Perraudin.

### Desserte
Garibaldi est desservie par toutes les circulations de la ligne.

### Intermodalité
La station est desservie par deux lignes du réseau Transports en commun lyonnais (TCL), les lignes de bus C7 et C25, à l'arrêt Garibaldi - Gambetta.
On peut aussi rejoindre à pied depuis la station l'arrêt Bir-Hakeim de la ligne de trolleybus C11, situé sur l'avenue Félix-Faure à hauteur de la place Bir-Hakeim.
Outre les rues et places avoisinantes, elle permet de rejoindre à pied différents sites, notamment : la piscine Garibaldi, la manufacture des tabacs, un des campus de l'université Jean-Moulin-Lyon-III et le musée africain de Lyon.

## Œuvre d'art
La station compte une œuvre d'art située sur le puits de lumière, dont elle en constitue la décoration.
Il s'agit d'une cascade réalisée par Gilles Barracaud en carreaux de pâte de verre collés sur la pente de la trémie en forme de vagues. La partie située en extérieur a été remplacée en 2012 par des jardinières, car trop dégradée.